# Paul Dawson
Paul Dawson est un acteur américain. Il est aussi designer graphique et DJ de Mattachine qui organise des soirées internationales de dance parties, et qu'il a fondé en 2008 à New York.

## Vie privée
Paul Dawson est homosexuel et vit en couple avec l'acteur PJ DeBoy qu'il a connu en étant son partenaire sur le plateau de Shortbus, film de John Cameron Mitchell sorti en 2006.

## Filmographie
- 2009 : The Louisiana Conversation (en post-production) : Jim
- 2006 : Shortbus : James
- 2001 : Boys to Men (séquence The Mountain King)
- 2000 : The Mountain King : Hustler
- 2000 : Urbania : l'homme ensanglanté
- 1999 : The Big Kahuna
- 1999 : Strangers with Candy (série télévisée, épisode 1, saison 1)
- 1999 : New York, police judiciaire (série télévisée, épisode 9, saison 10) : Derek Harland
- 1999 : The Blur of Insanity : Tar